# Galatea
A Galatea görög mitológiai eredetű női név, egy tengeri nimfa neve (Galateia). Valószínűleg a görög γάλα (gala) szó származéka, aminek a jelentése tej.

## Gyakorisága
Az 1990-es években szórványos név, a 2000-es években nem szerepel a 100 leggyakoribb női név között.

## Névnapok
- április 19.[1]
- augusztus 1.[1]